# Григорьев, Владимир Петрович
Владимир Петрович Григорьев — советский хозяйственный деятель, Герой Социалистического Труда.

## Биография
Родился в 1934 году в деревне Пружицы. Член КПСС.
Окончил Гатчинское ремесленное училище.
В 1950—1954 — водитель в автохозяйстве Выборгского района Ленинградской области.
В 1954—1960 — рабочий на строительстве железной дороги по комсомольской путевке.
В 1960—1994 — механизатор, звеньевой механизированного картофелеводческого звена колхоза «Труд» Волосовского района Ленинградской области.
Заслуженный механизатор сельского хозяйства РСФСР (1978).
Указом Президиума Верховного Совета СССР от 26 июня 1985 года присвоено звание Героя Социалистического Труда с вручением ордена Ленина и золотой медали «Серп и Молот».
Делегат XXVII съезда КПСС.
Умер в 2011 году в Волосовском районе.

## Награды и звания
- Герой Социалистического Труда (26.06.1985)
- Орден Ленина (11.12.1973, 26.06.1985)
- Орден Трудового Красного Знамени (15.12.1972)